# Carlos Eugênio Fontana
Carlos Eugênio Fontana (Pelotas, 4 de novembro de 1830 – Rio Grande, 10 de agosto de 1896) foi um escritor brasileiro, autor de romances e jornalista. No convite para seu falecimento (constante no jornal O Artista, de 11 ago. 1896, p. 2) consta que era "empregado de mesas de rendas estaduais".

## Biografia
Mudou-se com sua família para Buenos Aires ao eclodir a Revolução Farroupilha. Atuou como jornalista na cidade uruguaia de Rio Branco, onde dirigiu o Comércio de Litoral (1853), e trabalhou como redator no Eco do Sul em Rio Grande e no Imparcial em Jaguarão em 1857.

### Romances
- O homem maldito Rio Grande, 1858;
- Cenas da vida Rio Grande, 1858;